# Муцухито
Муцухито (јап. 睦仁) или Меиџи (јап. 明治天皇; Кјото, 3. новембар 1852 — Токио, 30. јул 1912) је био јапански цар, који је током владавине 1867—1912. укинуо шогунате, успоставио централну власт и трансформисао Јапан у модерну државу. На престо је дошао 3. фебруара 1867. године и владао је до своје смрти 30. јула 1912.
У време рођења цара Меиџија 1852. године, Јапан је био феудална, прединдустријска земља у којој је доминирао изолационистички Токугава шогунат и даимјо који му је био подложан, који је владао над 270 децентрализованих домена земље. До његове смрти 1912. године, Јапан је прошао кроз опсежну политичку, економску и друштвену револуцију и појавио се као једна од великих сила на светској сцени. Њујорк тајмс је резимирао ову трансформацију на царевој сахрани 1912. године речима: „Контраст између оног што је претходило погребном вагону и оног који је следило био је заиста упечатљив. Испред него је отишао стари Јапан; после је дошао нови Јапан.“
Од модерног доба, када јапански цар умре, он добија постхумно име. Такво име је комбинација епохе током које је владао и поклапа се са царевим доприносом престолу док је био жив. Стога, иако је током свог живота био познат само као „Цар“, он је историјски познат као „Цар Меиџи“ након своје смрти. Ову тренутну титулу је добио у контексту меиџи ере, која се протезала скоро читавим периодом његове владавине. Његово лично име (које се не користи у било ком формалном или званичном контексту, осим његовог потписа) је било Муцухито (睦仁).

## Залеђина
Токугава шогунат се успоставио почетком 17. века. Под његовом влашћу, шогун је управљао Јапаном. Око 180 лордова, познатих као даимјои, владало је аутономним областима под шогуном, а повремено је шогун позивао даимјое на давање поклона, али им није наплаћивао порез. Шогун је контролисао даимјое и на друге начине; само је шогун могао да одобри бракове даимјоа, а шогун је могао да одузме даимјоу његове земље.
Токугава Јеџасу, који се званично повукао са свог положаја до 1605. године, био је први Токугава шогун. По пензионисању, Токугава Јеџасу и његов син Токугава Хидетада, титуларни шогун, издали су кодекс понашања за племство 1605. Према закону, цар је морао да посвети своје време учености и уметности. Сматра се да су се цареви под шогунатом блиско придржавали овог кодекса проучавајући конфучијанске класике и посвећујући време поезији и калиграфији. Цареви су поучавани само основама јапанске и кинеске историје и географије. Шогун није тражио сагласност или савет од цара за своје поступке.
Императори скоро никада нису напуштали своје палате, или Гошо у Кјоту, осим након што би се цар пензионисао или да би се склонили у храм ако би палату захватио пожар. Неколико царева је живело довољно дуго да се повуче; од пет претходника цара Меиџи, само су његов деда и прадеда живели изнад 40 година. Царска породица је претрпела веома високе стопе смртности новорођенчади; свих петоро цареве браће и сестара умрло је као дојенчад, а само петоро од његове властите 15 деце је достигло пунолетство.
Убрзо након преузимања контроле у раном седамнаестом веку, званичници шогуната (генерички познати као бакуфу) окончали су скоро сву западну трговину са Јапаном и забранили хришћанским мисионарима приступ острвима према Сакоку едикту из 1635. Поред значајне кинеске трговине, само су Холанђани наставили трговину са Јапаном, задржавајући положај на острву Деџима код Нагасакија. Међутим, почетком 19. века, европска и америчка пловила су се све чешће појављивала у водама око Јапана.
Сроднички бракови су били уобичајени у раној историји јапанске више класе као начин да се заштити идеална или краљевска крвна лоза; међутим, то је имало неочекиване последице. Њему у то време непознато, Меиџи је имао наследне болести које су биле резултат инбридинга. Ови генетски дефекти су укључивали, али нису били ограничени на мандибуларни прогнатизам и деформацију кичме, који су се такође могли наћи код његове деце.
Поред урођених болести, Меиџи је патио и од бериберија изазваног неухрањеношћу, посебно због недостатка тиамина (витамина Б1). Царска породица је из верских разлога имала лошију исхрану од просечних људи. Због бериберија је једва ходао.
Са својим конкубинама имао је петнаесторо деце. Десет их је умрло прерано. Принц Јошихито (касније цар Тајшо) био је једини мушки наследник који је постао пунолетан, али су његово тело и ум били слаби, и патио је од менингитиса, дијабетеса, церебралне тромбозе и менталних болести. Познато је да цар Меиџи није волео своје унуке, али да волео сина Гоџонга од Кореје, последњег корејског престолонаследника, Ји Уна.

## Рани живот
Принц Муцухито је рођен 3. новембра 1852. године у малој кући на имању свог деде по мајци на северном крају реке Гошо. У то време се културно веровало да је рођење извор загађења, тако да царски принц није рођен у палати. Уместо тога, било је уобичајено да се чланови царске породице рађају у објекту, често привременим, у близини куће оца трудне жене. Мајка принца Муцухита, Накајама Јошико, била је конкубина (јап. 権の典侍) његовог оца, цара Комеја, и била је ћерка вршиоца дужности главног саветника, Накајаме Тадајасу. Млади принц је добио титулу Сачи-но-мија, односно принц Сачи.
Млади принц је рођен у ери великих промена у Јапану. Једна таква промена је драматично симболизована у јулу 1853. када су комодор Метју Пери и његова америчка морнаричка ескадрила (оно што су Јапанци назвали „Црни бродови“), упловили у луку Едо (познату од 1868. као Токио). Пери је настојао да отвори Јапан за међународну трговину и упозорио је Јапанце на војне последице ако се не сложе. По први пут после најмање 250 година, шогунат је предузео веома необичан корак и консултовао се са Царским двором због кризе изазване Перијевим доласком. Званичници цара Комеја су саветовали да сматрају да треба да пристану на трговину са Американцима и тражили су да буду унапред обавештени о свим корацима које треба предузети по Перијевом повратку. Јапанска влада је одлучила да њихова војска није дорасла америчкој војсци и стога је дозволила трговину и подвргла се ономе што је назвала „Неправедним споразумима“. „Неправедни споразуми“ су значили одустајање од тарифних овлашћења и права да суди странцима пред сопственим судовима. Спремност шогуната да се консултује са Двором била је кратког века: 1858. године стигла је вест о уговору са писмом у коме се наводи да због кратког времена није било могуће се изврши консултација. Цар Комеј је био толико љут да је запретио да ће абдицирати — иако би чак и ова акција захтевала сагласност шогуна.
Већи део царевог дечаштва познат је само кроз касније извештаје, за које његов биограф Доналд Кин истиче да су често контрадикторни. Један савременик описао је Муцухита као здравог и снажног, помало насилног и изузетно талентованог за сумо. Други наводи да је принц био деликатан и често болестан. Неки биографи наводе да се онесвестио када је први пут чуо пуцњаву, док други то поричу. Дана 16. августа 1860, Сачиномија је проглашен за принца по крви и престолонаследника, те га је формално усвојила супруга његовог оца. Касније те године, 11. новембра, проглашен је за престолонаследника и добио је одрасло име Муцухито. Принц је започео школовање са седам година. Показао се као равнодушан ученик, а касније у животу писао је песме са жаљењем што се није више залагао у писању.

## Породично стабло
|  |                    |  |  |  |  |  |  |  |  |  |  |  |  |  |  |  |
|  | 2. Осахито         |  |  |  |  |  |  |  |  |  |  |  |  |  |  |  |
|  |                    |  |  |  |  |  |  |  |  |  |  |  |  |  |  |  |
|  |                    |  |  |  |  |  |  |  |  |  |  |  |  |  |  |  |
|  | 1. Муцухито        |  |  |  |  |  |  |  |  |  |  |  |  |  |  |  |
|  |                    |  |  |  |  |  |  |  |  |  |  |  |  |  |  |  |
|  |                    |  |  |  |  |  |  |  |  |  |  |  |  |  |  |  |
|  | 3. Накајама Јошико |  |  |  |  |  |  |  |  |  |  |  |  |  |  |  |
|  |                    |  |  |  |  |  |  |  |  |  |  |  |  |  |  |  |
|  |                    |  |  |  |  |  |  |  |  |  |  |  |  |  |  |  |